# Štefan Šemčišák
Štefan Šemčišák (* 4. července 1925 Košická Nová Ves) je bývalý slovenský fotbalový záložník.
V červenci 2012 byli Andrej Iľko, Štefan Šemčišák, Ján Polgár, Štefan Leško a Ján Gajdoš posledními žijícími účastníky prvoligových bitev Jednoty/Dynama Košice z přelomu 40. a 50. let 20. století.

## Hráčská kariéra
V československé lize hrál za ZSJ Dynamo ČSD Košice (dobový název Lokomotívy), aniž by skóroval.

### Prvoligová bilance
| Ročník             | Zápasy | Góly | Minuty | Klub                  |
| ------------------ | ------ | ---- | ------ | --------------------- |
| I. liga 1952       | –      | 0    | –      | ZSJ Dynamo ČSD Košice |
| CELKEM I. ČS. LIGA | –      | 0    | –      |                       |